# ぽちゃぽちゃ水泳部
『ぽちゃぽちゃ水泳部』（ぽちゃぽちゃすいえいぶ）は、遠山えまによる日本の4コマ漫画作品。芳文社の4コマ漫画雑誌『まんがタイムファミリー』で2010年5月号より2015年4月号まで連載された。また、2010年10月号より最終回掲載号まで毎号、同誌の表紙を飾っていた。この他、単行本発売に合わせるなどして『まんがタイム』2011年6月号,11月号,12月号,2012年5月号,12月号,2013年5月号,2014年1月号にもゲスト掲載されている。2013年7月17日にTHREE ARROWS（発売元：キャラアニ）よりドラマCDが発売。

## ストーリー
トンカツ屋「トンちゃん」を営む太田家の長女として生まれた太田カツ代はぽっちゃり体型の高校1年生。中学時代から憧れていた先輩・鮫島拓海を追って揚物高校に入学したものの自分の体型が鮫島の好みのタイプから外れていることを知り、運動部に入部して痩せようと決意。その後、同級生で華奢な体型なのにカツ代に負けず劣らず大食いの貝谷あゆみと意気投合し、強豪で知られる男子とは対照的に部員が2名しかおらず廃部寸前の女子水泳部へ入部する。

## 登場キャラクター
※声はドラマCDのキャスト

### 女子水泳部
太田 カツ代（おおた カツよ）
声 - 戸松遥
主人公で、あゆみからは「トンカツちゃん」「とんとろちゃん」「味噌カツちゃん」「デミカツちゃん」「エビカツちゃん」「煮カツちゃん」等と呼ばれている（なお、初芽からは「子豚ちゃん」と呼ばれている）。トンカツ屋「トンちゃん」の長女で両親と祖母、弟の晴（はる）と妹の花（はな）との6人家族。大食いで両親や祖母と同様に重度のメタボ体型だが、下半身は家業の手伝いで鍛えられており上半身とは対照的に筋肉質であることが第6話で明らかになる。
中学時代から憧れていた先輩の鮫島を追って揚物高校に入学するが、鮫島はぽっちゃり体型が好みではないと知り中学時代は無縁だった運動部に入部して痩せようと決意。紆余曲折を経て廃部寸前だった女子水泳部へ入部する。
貝谷 あゆみ（かいたに あゆみ）
声 - 寺川愛美
カツ代の親友で、通称「あゆたん」。体型は細いがカツ代と互角に渡り合えるほど旺盛な食欲の持ち主で、入学直後はカツ代をライバル視していたが、すぐに意気投合しカツ代を誘って女子水泳部へ入部する。初芽からは当初「ようじちゃん」と呼ばれていた。おしゃべりでもあり、大食いにもかかわらず体型が細いのはそれでエネルギーを使っているためではないか、と考えている。家は13人家族で、きょうだいが多いため、小さい子供の扱いが得意。
伊藤 初芽（いとう はつめ）
声 - 東山奈央
女子水泳部の部長で、通称「はっつー」。中学時代に中学生新記録を何度も更新したほどの実力者であり、強豪で知られる男子水泳部とは対照的に部員不足で対外試合に出られないことを悩んでいた所にカツ代とあゆみが入部して、廃部の危機を免れる。部のモットーは「まったり楽しく元気良く」。部長として他の部員から尊敬されたいばかりに思いつきで行動することが多い。試験の成績は散々なのに試験勉強そっちのけで部活にいそしむため、先生から厳しくマークされている。
梶 凛子（かじ りんこ）
声 - 内田真礼
女子水泳部の副部長で、通称「かじりん」であるが、本人はこの通称を嫌がっている。眼鏡着用。ゆるい性格の部長とは対照的に部の将来を真剣に案じており、入部を希望したカツ代とあゆみを「自己管理がなってない」と一旦は追い返したが、廃部を免れたい初芽の押しで渋々2人の入部を承諾する。初芽と同様に、新記録保持者である。父親の影響で釣りが趣味であり、海釣りが好き。中学3年の時に、海で人魚ごっこをしていた初芽を釣り上げ、そこから腐れ縁となる。鮫島とは幼馴染みで家も近所のため、凛子が釣った魚を刺身にし、鮫島の母親におすそ分けに行く。
鈴木さん（すずきさん）
声 - 成田剣
女子水泳部が使っている屋外プールにいつ頃からか住み着いているアヒル。元金メダリストの水泳選手が名前の由来。カツ代が持って来るキャベツが大好物。

### 男子水泳部
亀井 健太（かめい けんた）
声 - 島﨑信長
カツ代の幼馴染みで、太田家と家族ぐるみの付き合いが有る高校1年生。女子にはかなりモテているが、カツ代を見慣れ過ぎたせいでカツ代の体形を基準として、無意識に他の女子が「痩せ過ぎ」に見えてしまい、あゆみに至っては線のようにしか認識していない。
鮫島 拓海（さめじま たくみ）
声 - 岸尾だいすけ
女子水泳部と対照的に強豪として知られ、室内プールを使用している男子水泳部のエース。カツ代が中学時代から憧れていた先輩であったが、ぽっちゃり体型は好みではないと公言する。その裏には、母親がぱっちゃり体型である事が関係している。しかし女子水泳部と乙姫高校の練習試合へ男子水泳部が応援に行った際、試合そのものよりもカツ代が見せた豪快な食欲が気になり始めている。

### その他の人物
乙姫 さより（おとひめ さより）
声 - 藤田咲
初芽が練習試合を申し込んだ乙姫高校水泳部の部長。乙姫高校水泳部はお嬢様学校らしく「美しく勝つ」ことをモットーとし、水着も競泳水着ではなくフリルが施された特注の（泳ぎにくい）「ヒラヒラ水着」を着用している。試合後は、カツ代のトンカツ屋のトンカツにハマって激太りしてしまう。
柿原 ほたて（かきはら ほたて）
カツ代が通う高校の数学教師で、産休で休む女子水泳部の顧問の代わりの新顧問。ギャンブル好きで、自分の分析力を試すためと称して競馬やロトをやっており、職員室のほたての机には馬券やロトの用紙が大量にある。全く泳げないカナヅチであるが、泳げなかったカツ代が次第に泳げる姿を見て自分も泳げる様になりたいと顧問を引き受けるが、実情はギャンブルのせいで常に金欠であり、プールのシャワーで髪を洗ったり、家庭訪問と称してカツ代のとんかつ屋で朝ご飯を食べたりと、裏事情があった。
海老原 さんご（えびはら さんご）
塩茹高校水泳部部長。ただし、部員はいない。
さんごの祖父は塩茹高校の理事長で、泳ぎは上手いが人付き合いは苦手なさんご一人のためだけに水泳部を創設した。さんごは孤高のスイマーとして他校の水泳部への道場破りならぬ「プール破り」を繰り返し、ついにカツ代の揚高女子水泳部にも来襲する。
カツ代の父
声 - 田中一成
トンカツ屋「トンちゃん」の主人。昔は痩せていたのだが結婚して幸せ太りになった。
カツ代の母
声 - 小林優子
トンカツ屋「トンちゃん」の女将で、元々はキャリアウーマン。今とは違い、昔はほっそりした体形だが、かなりの大食い。
太田名吉
カツ代の祖父。現在は世界各国を旅しており、たまに金の無心の手紙を出してくる。理由は実家がトンカツ屋にもかかわらず細身な体型(しかもいくら食べても太らない体質)であるために、両親から無理矢理トンカツを食べさせられた上、お見合いで知り合った妻、2人の間に生まれた息子、息子の嫁、カツ代はトンカツを食べてぽっちゃり体型になってしまい、更に油物の摂り過ぎて健康診断に引っ掛かったことに加え、生まれたばかりの花と晴がぽっちゃり体型になっていく様を見たくないために家を出て行った。
カツ代の祖母
声 - 高乃麗
トンカツ屋「トンちゃん」の先代。農家の家からお見合いで嫁いできた当時は痩せていたが、1か月もしないうちに太っていった。
太田花
声 - 山口立花子
カツ代の妹。
太田晴
声 - 楠浩子
カツ代の弟。
鮫島の友人
声 - 松井謙典
男子生徒A
声 - 森嶋秀太

## 単行本
- 遠山えま 『ぽちゃぽちゃ水泳部』 芳文社〈まんがタイムコミックス〉、全5巻
  1. 2011年5月22日第1刷発行（2011年5月7日発売[5]） ISBN 978-4-8322-6966-8
  2. 2012年4月22日第1刷発行（2012年4月7日発売[5]） ISBN 978-4-8322-5065-9
  3. 2013年4月21日第1刷発行（2013年4月6日発売[5]） ISBN 978-4-8322-5175-5
  4. 2014年4月22日第1刷発行（2014年4月7日発売[5]） ISBN 978-4-8322-5280-6
  5. 2015年4月22日第1刷発行（2015年4月7日発売[5]） ISBN 978-4-8322-5374-2

## インターネットラジオ
2013年7月3日から、響ラジオステーションでインターネットラジオを展開中。